# Palaia
Palaia es una localidad italiana de la provincia de Pisa, región de Toscana, con 4.545 habitantes.

Ubicación de la ciudad de Palaia dentro de la provincia de Pisa.

## Evolución demográfica
| Gráfica de evolución demográfica de Palaia entre 1861 y 2001 |
|                                                              |
| Fuente ISTAT - Elaboración gráfica por parte de Wikipedia    |